# Symfonie nr. 2 (Hovhaness)
Alan Hovhaness voltooide zijn Symfonie nr. 2 opus 13 Mysterious Mountain in 1955 .
Leopold Stokowski had bij de componist een verzoek ingediend voor een werk, dat zou resulteren in deze twee symfonie. De beroemde dirigent gaf de eerste uitvoering op 31 oktober 1955 tijdens zijn eerste optreden met het Houston Symphony Orchestra. In eerste instantie leverde Hovhaness een fanfare maar Stokowski had iets groters op het oog. Zo werd To a Mysterious Mountain <Symfonie nr. 2 Mysterious Mountain>. De componist bedoelde daarbij geen specifieke berg, maar gaf uiting aan zijn gevoel bij het zien van welke berg dan ook. Dat gevoel zal waarschijnlijk te maken hebben met de afkomst van de componist; deels Armeens, deels Schots. De première die uitgezonden werd via de radio zorgde er direct voor dat niet alleen het publiek maar ook de musici warm liepen voor dit werk. De plaatopname die Fritz Reiner met "zijn" Chicago Symphony Orchestra maakte zorgde voor een verdere verspreiding van het werk.
Qua publicatie is het dan wel symfonie nr. 2; qua volgorde van componeren was het zijn achtste. Tussen het jaar van componeren van zijn eerste en deze zat bijna twintig jaar, waarin Hovhaness 6 anderen componeerde. Het verhaal gaat dat de bijtitel ook op verzoek van de dirigent is gegeven; een aanvulling op dat verhaal is dat het opusnummer ook zo maar uit de lucht is gegrepen. Hovhaness was nogal slordig met zijn opusnummers. Hovhaness gaf op hoeveel stukken hij dacht gecomponeerd te hebben. Het stuk werd onverwachts populair en dat zorgde ervoor dat de opuslijst van de componist niet geheel chronologisch verloopt.

## Muziek
De muziek geeft wel een berg of bergketen weer, met haar crescendos en decrescendos en haar lange muzikale zinnen. De symfonie bestaat uit drie delen, die elk rond de 5 minuten duren:
1. Andante con moto
2. Double fugue (moderato maestoso, allegro vivo)
3. Andante espressivo

De muziek is gecomponeerd in de Oosters kerktoonladdersystemen, een stijl die Hovhaness meestentijds gebruikte. De melodievormen zijn daarentegen meestentijds Westers te noemen. In deel 1 bestaat de belangrijkste melodie uit een hymne, deel 2 is een dubbelfuga en deel 3 gaat terug naar de hymne, die wordt onderbroken door een dertientellige raga om vervolgens af te sluiten met de hymne.
Het succes van deze nummer 2 gaf Hovhaness goede moed voor nummer 3.

## Orkestratie
- 3 dwarsfluiten, 2 hobo’s, 1 althobo, 2 klarinetten, 1 basklarinet, 2 fagotten, 1 contrafagot
- 5 hoorns, 3 trompetten, 3 trombones, 1 tuba
- 1 stel pauken, 1 harp; 1 celesta
- violen, altviolen, celli, contrabassen

## Discografie
- Uitgave RCA Victor: Reiner en het CSO in een opname van 28 april 1958
- Uitgave: privé-uitgave van het Seattle Youth Symphony Orchestra onder leiding van Vilem Sokol; gecombineer met symfonie nr.5; in 2010 niet verkrijgbaar
- Uitgave Musicmasters: Dennis Russell Davies met het American Composers Orchestra opname waarschijnlijk 1989
- Uitgave Delos Compact disc; Seattle Symphony o.l.v. Gerard Schwarz; (september 1993)
- Uitgave Dorian: Andrew Litton met het Dallas Symphony Orchestra uit mei 1995
- Uitgave Sony BMG: John Williams met het London Symphony Orchestra
- Uitgave Telarc: Schwarz wederom, nu met het Royal Liverpool Philharmonic Orchestra; opname 2003